# ستيفن لو (مخرج)
ستيفن لو (بالصينية: 羅傑承) هو شخصية أعمال ومخرج صيني، ولد في 8 يونيو 1959 في هونغ كونغ في الصين.

## وصلات خارجية
- ستيفن لو على موقع IMDb (الإنجليزية)
- ستيفن لو على موقع قاعدة بيانات الفيلم (الإنجليزية)
- ستيفن لو على موقع كينوبويسك (الروسية)